# Nacho Vigalondo
 (septembre 2024).
Si vous disposez d'ouvrages ou d'articles de référence ou si vous connaissez des sites web de qualité traitant du thème abordé ici, merci de compléter l'article en donnant les références utiles à sa vérifiabilité et en les liant à la section « Notes et références ».
Nacho Vigalondo est un réalisateur et scénariste espagnol, né le 6 avril 1977 à Cabezón de la Sal (Cantabrie). Il est notamment connu pour le court métrage 7:35 de la mañana, nommé à l'Oscar du meilleur court métrage en prises de vues réelles, et le long Timecrimes, nommé au prix Goya du meilleur nouveau réalisateur.

## Filmographie

### Réalisateur et scénariste

#### Courts métrages
- 2002 : Código 7
- 2003 : 7:35 de la mañana
- 2005 : Choque
- 2005 : Faingo
- 2009 : Marisa
- 2012 : The ABCs of Death (segment A is for Apocalypse)

#### Longs métrages
- 2007 : Timecrimes (Los Cronocrímenes)
- 2010 : Extraterrestre
- 2012 : Open Windows
- 2016 : Colossal
- 2024 : Daniela Forever (en)

#### Série télévisée
- 2018 : Pooka! (saison 1, épisode 3 : Into the Dark)

## Récompenses
- Festival international du film fantastique de Neuchâtel 2004 : prix du meilleur court métrage pour 7:35 de la mañana
- Fantastic Fest 2007 :
  - Grand prix du jury pour Timecrimes
  - Prix du public pour Timecrimes
- Festival du film fantastique d'Amsterdam 2008 : prix Black Tulip pour Timecrimes
- Philadelphia Film Festival 2008 : prix du Public pour Timecrimes
- Festival international du film fantastique de Gérardmer 2009 : prix du meilleur inédit vidéo pour Timecrimes
- Cinema Writers Circle Awards 2009 : prix du meilleur nouvel artiste pour Timecrimes
- Turia Awards 2009 : prix du meilleur premier travail pour Timecrimes
- Málaga Spanish Film Festival 2009 : prix Eloy de la Iglesia.
- Les Arcs European Film Festival 2011 : prix Cineuropa pour Extraterrestre
- Yoga Awards 2013 : prix du pire réalisateur pour Extraterrestre
- Fantastic Fest 2016 : prix du meilleur film pour Colossal
- Film Club's The Lost Weekend 2017 : prix du meilleur réalisateur pour Colossal